# Didactique
Pour un article plus général, voir Pédagogie.
 (septembre 2020).
La didactique est l'étude des questions posées par l'enseignement et l'acquisition des connaissances dans les différentes disciplines scolaires. La didactique sert alors à transposer des savoirs dits « utiles » en savoirs enseignables, et s'applique à définir avec précision chaque objet (savoir) qu'elle souhaite enseigner, mais également à définir comment on enseigne cet objet aux apprenants. Depuis les années 1970, la didactique s'est développée autour des mathématiques, des sciences, du français, des langues, des sciences de la vie et de la terre, de l'éducation physique et sportive, de l'histoire et de la géographie ou de la didactique professionnelle.

## Origine du concept
Les racines de la didactique remontent à l'Antiquité avec des traces écrites datant des philosophes grecs et des civilisations orientales antiques comme la Chine.
L'adjectif « didactique » apparaît le premier en 1554, selon le Grand Larousse encyclopédique. Le Robert de 1955 et le Littré dans son édition de 1960, citent « la didactique », en tant que substantif féminin, comme étant « l'art d'enseigner ».Le terme de didactique, en lien avec l'enseignement, fut également employé en 1629 par Wolfgang Ratke dans son ouvrage Aphorisma Didactici Precipui.
Du XVIIIe au XXe siècle, les théories se multiplient, avec de nouvelles perspectives ouvertes par les psychologies de l'éducation, la motivation, ainsi que l'emploi des outils informatiques et de l'internet (e-formation, intelligence artificielle au service de l'apprentissage) et de l'apprentissage tout au long de la vie.

## Distinction entre didactique et pédagogie
À l'origine, la didactique n'est pas nettement différenciée de la pédagogie qui est la science prenant en charge les problèmes spécifiquement liés à l'enseignement. Mais progressivement, la didactique se différencie de la pédagogie par le rôle central des contenus disciplinaires ainsi que par sa dimension traitant de la nature des connaissances à enseigner.
À l'origine, des spécialistes de chaque discipline (comme G. Brousseau, G. Glaeser, et Y. Chevallard en mathématiques ; J.-F. Halté et J.-P. Bronckart en français ; Goéry Delacôte, J. L. Malgrange et L. Viennot en sciences expérimentales) ont initié les recherches en didactique.
Des rapprochements ont eu lieu plus tard avec les sciences de l'éducation, favorisés par l'existence de structures comme l'Institut national de recherche pédagogique (INRP), qui a un département de didactique des disciplines, et la création des instituts universitaires de formation des maîtres (IUFM). C'est ainsi que des physiciens, des biologistes et autres spécialistes ont pu devenir enseignants-chercheurs en sciences de l'éducation, tout en menant des travaux de didactique dans leur discipline.
Philippe Meirieu s'interroge, en 1987, sur la place respective de la didactique et de la pédagogie. Il conclut : « À travers les nombreux débats qui opposent la pédagogie centrée sur l'enfant et la didactique centrée sur les savoirs, se réfractent un très vieux problème philosophique en même temps que des oppositions qui sont stériles, parce que l'apprentissage, c'est précisément la recherche, la prospection permanente dans ces deux domaines et l'effort pour les mettre en contact. Il faudrait enfin qu'on arrive à sortir de cette méthode qui consiste toujours à penser sur le mode de variation en sens inverse, à dire que plus je m'intéresse à l'élève, moins je m'intéresse au savoir ou plus je m'intéresse au savoir, moins je m'intéresse à l'élève... ». Pour cet auteur, c'est l'apprentissage qui est capable d'intégrer les doubles réflexions nécessaires d'essence pédagogique et didactique.
Guy Avanzini souligne à propos de cette réconciliation entre la didactique et la pédagogie que « la recherche didactique a toute sa portée et son ampleur, mais elle ne l'atteint que prise en compte dans un ensemble plus vaste, et à condition d'accepter le facteur d’irrationalité, de fortuité, que l'approche expérimentaliste prétend en vain réduire, mais que la considération des situations réelles oblige à introduire dans la compréhension de la réussite ou de l'échec scolaire... ».

## De la recherche à la formation
Les premiers travaux ont souvent privilégié l'analyse des difficultés des élèves et des étudiants dans les apprentissages conceptuels. Ce travail est toujours en cours dans de nombreux domaines. Il peut être mené du primaire jusqu'à l'université, avec des modalités évidemment fort différentes suivant les niveaux d'enseignement et leurs objectifs. Les résultats débouchent sur des travaux dits d'ingénierie didactique quand il s'agit de questionner les séquences d'apprentissage et d'utiliser les résultats pour construire de nouvelles séquences. Une autre partie de la didactique concerne l'étude et la contribution à l'évolution même des contenus disciplinaires. Cette partie de la didactique centrée sur le choix de contenus, de leur organisation dans un curriculum (prescrit ou réel) relève donc d'une didactique curriculaire.
Enfin, depuis quelques années, en France, tout un ensemble de travaux porte sur les questions de formation des maîtres, l'expression désignant aussi bien la formation initiale que continue, la formation des enseignants de l'enseignement primaire et de ceux de l'enseignement secondaire. On note aussi une attention particulière à la didactique des langues étrangères dans l'enseignement supérieur, que cela soit au laboratoire Lairdil ou au Lidilem.
En France, des groupes de recherche en didactique se sont constitués dans plusieurs universités. Les résultats de leurs travaux sont publiés dans les meilleures revues internationales (Science Education, International Journal of Science Education, Educational Studies in Mathematics (en)) ou dans des revues de langue française (par exemple Éducation & didactique, Études en didactique des langues, Recherches en didactique des sciences et des technologies pour les sciences, ou Recherches en didactique des mathématiques). Des formations doctorales spécialisées se sont constituées dont sont issues de nombreuses thèses. Ces groupes de recherche se sont souvent associés avec des Instituts national supérieur du professorat et de l'éducation (INSPE). Une conséquence en est que la didactique est entrée dans la formation des enseignants. Les concours font une place à ce type de questions (épreuves sur dossier, épreuves professionnelles, mémoires professionnels). Dans de nombreux INSPE, la formation de deuxième année contient un module comportant de la didactique. L'une des difficultés pour un enseignant débutant est, d'une part d'oublier sa représentation personnelle de l'enseignement issue de nombreuses années notamment dans le supérieur (épistémologie du maître), et de passer d'une pédagogie centrée sur le contenu à une pédagogie centrée sur l'apprenant.

## Quelques mots-clés de la didactique
La didactique a de nombreux liens avec l'épistémologie, la psychologie cognitive, et d'autres sciences humaines. Ce faisant, elle a pu parfois profiter de concepts de ces domaines, au prix éventuellement d'une adaptation. Elle a aussi créé ses propres concepts, orientée en cela par les directions prises par la recherche. Les concepts constitutifs de la didactique des sciences détaillés ci-dessous forment le substrat des recherches en didactique des sciences et, parfois même, des mathématiques, au moins en France. En effet il y a une réelle interpénétration des recherches de didactique des mathématiques et des sciences expérimentales.

### Constructivisme
En premier lieu, il importe de tenir compte de ce que l'esprit de l'élève n'est pas vierge et n'est pas un récepteur passif d'un savoir qui serait donné par l'enseignant. Il est nécessaire de prendre en compte ses conceptions (représentations) personnelles qui constituent autant d'obstacles à l'élaboration de nouvelles connaissances. Cette élaboration doit passer par des remises en question et des constructions de ces conceptions. Ces phases de mise en question et de reconstruction constituent autant de possibles ruptures dans la construction des connaissances ainsi que des diverses sources pouvant mener à une véritable conception des choses abstraites ou non.
À la suite de Jean Piaget, la didactique des sciences a exploré le constructivisme en tant que fondement de l'enseignement depuis le primaire, jusqu'à des niveaux scolaires élevés (lycée et même début d'université). À partir des années 1990 cependant, le paradigme du constructivisme a été complété par d'autres paradigmes prenant en compte la complexité de l'acte d'enseigner. (voir les articles transposition didactique, situations-problèmes, etc.).

### Conceptions
L'acquisition de connaissances n'est pas la simple mémorisation d'informations fournies par l'extérieur (le maître, le livre, les médias, etc.). Ces informations sont filtrées, interprétées, mises en relation (ou compétition) avec des connaissances préalables. L'enseignement de certaines disciplines se heurte alors à des conceptions « spontanées » (l'adjectif signifiant non construites par l'enseignement) qui peuvent faire obstacle à l'apprentissage. Le cas de la physique est particulièrement exemplaire puisque nombre de conceptions scientifiques se sont construites contre l'évidence (G. Bachelard) ; ainsi les lois « élémentaires » de Galilée et Newton restent difficiles à comprendre parce qu'elles s'opposent au « bon sens » commun.
De nombreuses recherches en didactique ont visé l'identification des représentations-types - ou conceptions - chez les élèves et les étudiants en analysant les « erreurs », leurs raisonnements lors, par exemple, de résolutions de problèmes ou en situation de travaux pratiques. (Les deux laboratoires de didactique de Paris 7 ont été pionniers en la matière L. Viennot, Goery Delacote et leurs collaborateurs E. Saltiel, M.G. Séré, A. Tiberghien, etc.).
Du point de vue pédagogique, la question porte alors sur la façon de faire émerger ces conceptions et, lorsqu'elles ne sont pas compatibles avec le savoir enseigné, sur les possibilités de les faire évoluer. On peut par exemple s'appuyer sur le jeu de situations-problèmes, suscitant un conflit cognitif, devant conduire au changement conceptuel attendu. Le choix de situations didactiques (ou a-didactique) est important, que ce soit en mathématiques ou en sciences expérimentales. Dans ces derniers domaines, intervient l'expérience ainsi que la lecture qu'en fait l'élève. Elle est souvent fort différente de celle que voudrait en faire faire l'enseignant. L'étude du processus d'interaction de la pensée de l'élève et de l'information qu'il filtre de l'expérience est un thème important de la didactique des sciences expérimentales. Dans ces processus interviennent également ce qu'on appelle les conceptions.

### Situation-problème
Il s'agit de situations didactiques construites autour d'un « problème », le terme désignant un questionnement, une énigme, issue d'un objet, d'une observation, etc. (en général avec un support concret), dont la résolution nécessite l'investissement des élèves.
Les élèves n'ont pas au départ, tous les moyens de répondre à la question. Ils doivent tout d'abord s'approprier le questionnement (dévolution) et mettre en œuvre leurs connaissances et leur ingéniosité pour trouver 'une' solution (en passant par une expérience concrète si besoin).
La situation didactique peut être choisie par l'enseignant de façon que le problème révèle un conflit (cognitif) et que la résolution corresponde donc au franchissement d'un obstacle. Enfin, l'activité n'est pas nécessairement individuelle mais peut reposer sur un travail de groupe pouvant faire apparaître des conflits (sociocognitifs). D'après Raphaël Douady, la connaissance que l'on désire voir acquérir par l'élève doit être l'outil le plus adapté pour la résolution du problème au niveau de l'élève.

### Triangle didactique
La schématisation d'une situation d'enseignement se fait à l'aide du triangle didactique (ou pédagogique). ce triangle - représenté en général par EAS équilatéral - permet de visualiser les interactions possibles (côtés du triangle) entre 3 pôles (les trois sommets du triangle) : le pôle E de l'Enseignant (le maître), le pôle A de l'Apprenant (l'élève) et le pôle S du Savoir (mais lequel...?).
Il permet d'analyser les différents modes pédagogiques observés. En caricaturant un peu :
- quand l'interaction E-A est trop privilégiée par l'enseignant (ce qui se produisait parfois juste après mai 68), c'est qu'il a besoin de se sentir bien avec ses élèves et d'être « bien vu » par eux, au détriment de la qualité de son enseignement...
- quand l'interaction E-S est trop privilégiée par l'enseignant (ce qui se produit parfois en classes préparatoires), c'est qu'il préfère se faire plaisir avec sa matière plutôt que de s'intéresser à l'impact de son enseignement sur les élèves...

En théorie, l'idéal pour l'enseignant serait donc de privilégier l'interaction A-S alors que dans la pratique il fait tout son possible pour bien doser le mélange de ces trois interactions, en le saupoudrant de plus ou moins de discipline...
La proposition récente de « maître médiateur » va dans ce sens : l'enseignant n'est alors plus celui qui délivre le savoir à l'élève (on parle alors de savoir réifié), mais celui qui aide l'élève à s'approprier ce savoir, cette interaction pouvant être représentée par la médiane issue du sommet E dans le triangle EAS.
Favoriser cette interaction A-S nécessite bien sûr de la part de l'enseignant la mise en place d'une situation didactique propice à l'appropriation - par les élèves - de la (ou des) connaissance(s) qu'il doit transmettre.

### Situation, milieu didactique
En classe (en), l'enseignant élabore une situation en fonction d'un objectif d'apprentissage, mais en dissimulant suffisamment cet objectif pour que l'élève ne puisse l'atteindre que par une adaptation personnelle à la situation.
La résolution de la tâche et l'apprentissage qui en résulte dépend de la richesse du milieu didactique dans lequel sont alors placés les élèves. Le milieu didactique est la partie de la situation d'enseignement avec laquelle l'élève est mis en interaction. Il est défini par des aspects matériels (instruments, documents, organisation spatiale, etc.) et la dimension sémiotique associée (que faire avec, pourquoi faire avec, comment faire avec...).

### Contrat didactique
Le contrat didactique est un concept introduit par Guy Brousseau. Il le définit comme l'ensemble « des relations qui déterminent — explicitement pour une petite part, mais surtout implicitement — ce que chaque partenaire va avoir à charge de gérer et dont il sera, d'une manière ou d'une autre responsable devant l'autre. » Ce qui veut dire qu'« au cours d'une séance [...] l'élève interprète la situation qui lui est présentée, les questions qui lui sont posées, les informations qui lui sont fournies, les contraintes qui lui sont imposées, en fonction de ce que le maître reproduit, consciemment ou non, de façon répétitive dans sa pratique de l'enseignement ».
Pour un « bon fonctionnement » de la classe (en) :
- L'enseignant a des attentes des élèves ;
- Les élèves ont des attentes de l'enseignant ;
- Ces attentes traitent de l'enseignement et de l'apprentissage.

L'efficacité de la relation dépend de la compréhension mutuelle des intentions de l'autre.
Exemple de contrat implicite à l'école élémentaire venant d'une recherche de Stella Baruk : on a proposé à 97 élèves de CE1 et CE2 le problème suivant : « Sur un bateau, il y a 26 moutons et 10 chèvres. Quel est l'âge du capitaine ? » Parmi les 97 élèves, 76 ont donné l'âge du capitaine en utilisant les nombres figurant dans l'énoncé.
Le contrat implicite entre les élèves et l'enseignant pour un problème donné peut être interprété par les points suivants :
1. un problème posé a une réponse et une seule,
2. pour parvenir à cette réponse, toutes les données doivent être utilisées,
3. aucune autre indication n'est nécessaire,
4. la solution fait appel aux connaissances enseignées.

En conclusion, le contrat implicite entre les élèves et l'enseignant peut être interprété par le fait que l'enseignant ne peut pas donner des exercices impossibles à résoudre.

### Transposition didactique et pratiques de référence
Des sociologues, en particulier Michel Verret, ont montré que l'élaboration des contenus disciplinaires est un processus complexe, lié à des questions de société. Le jeu des références savantes, d'une certaine image de la discipline et des valeurs associées, des finalités attribuées à telle ou telle formation conduit à des choix dans les contenus. Ce qu'il est important de noter c'est que, même pour des disciplines « dures » telles que les mathématiques ou les sciences, le savoir enseigné est un savoir reconstruit spécifiquement pour l'enseignement.
Le savoir savant pris en référence est d'une part un savoir décontextualisé et souvent coupé de son histoire. Ce savoir savant fait alors l'objet d'une transposition (recontextualisation, reproblématisation, voire redéfinitions) pour être enseigné à un niveau donné. Cette première transposition faisant donc passer d'un savoir savant à un savoir à enseigner, est, de fait, suivie par une seconde transposition, celle-là même qui, par sa mise en acte par les enseignants (mais aussi l'inspection, les éditeurs, etc.) conduit à un savoir enseigné ayant ses spécificités. Plusieurs chercheurs ont travaillé sur ce concept de transposition. Y. Chevallard en particulier a su le rendre accessible à la communauté des didacticiens en empruntant des concepts étrangers aux sciences « dures ». Par exemple il nomme « noosphère » l'ensemble des instances de la société qui président à la transposition. Ce concept a été créé par un chimiste russe, Vernodsky, généralisé par le père Teilhard de Chardin.
On parle souvent de transposition didactique du « savoir », c'est le mot qui est utilisé. Il faut avoir à l'esprit que ce savoir est non seulement celui des connaissances livresques, mais aussi celui des savoir-faire associés. Le choix des savoir-faire à faire acquérir aux élèves dépend évidemment de la finalité de l'enseignement et donc des pratiques prises en référence. Une de ces références est particulièrement délicate à identifier : enseigner « la » démarche expérimentale est un leurre, aucun physicien ni aucun biologiste ne soutiendra qu'il existe une démarche type ou unique. Il existe cependant, formulées par des didacticiens, des simplifications qui peuvent être utiles pour l'enseignement à un niveau élémentaire (par exemple, pour les démarches scientifiques, celles provenant de l'analyse critique du modèle OHERIC).
Les pratiques qui servent de références peuvent être celles d'une activité professionnelle identifiée mais peuvent être des pratiques sociales, l'expression étant prise dans un sens large (J. L. Martinand). On trouve des similarités entre ces pratiques professionnelles et certaines capacités quotidiennes comme celle qui consiste à demander son chemin, à savoir lire un mode d'emploi ou un document technique en allemand, en anglais...

### Curriculum prescrit, réel, caché
Historiquement, la notion de curriculum n'est pas un concept de la didactique : dans les pays anglo-saxons, on parle de curriculum pour désigner le parcours éducatif proposé aux apprenants, alors qu'en France on parle de cursus. Un curriculum, au sens commun, représente donc un parcours (cf. curriculum vitae) et, dans le champ éducatif, représente un parcours de formation.
Ph. Perrenoud propose de distinguer deux niveaux :
- celui de la « programmation » d'un parcours éducatif, notamment dans l'esprit de l'éducateur ; c'est le niveau du curriculum prescrit (ou formel) : c'est un ensemble de textes et de représentations ;
- celui des expériences que vit l'apprenant et qui le transforment ; c'est le niveau du curriculum réel (ou réalisé) car même lorsque le curriculum prescrit est entièrement respecté, les apprentissages attendus ne se font totalement que pour une fraction des élèves.

Mais dans ce curriculum réel deux parties sont à distinguer :
- une partie manifeste, qui serait la traduction plus ou moins fidèle d'une intention d'instruire, la mise en œuvre d'un curriculum prescrit ;
- une partie cachée, qui engendrerait régulièrement des expériences formatrices à l'insu des intéressés ou du moins sans que de tels apprentissages aient été volontairement favorisés : le curriculum caché.

### Obstacle épistémologique, obstacle didactique, objectif-obstacle
L'histoire des concepts scientifiques (épistémologie) montre que ceux-ci se sont construits contre l'évidence empirique et par paliers de rectification des connaissances antérieures, voire de modifications profondes de ces dernières. La progression dans la connaissance a donc mis en évidence des obstacles à franchir. C'est la notion d'obstacle épistémologique introduite par Gaston Bachelard.
Dans le cadre de l'enseignement, l'apprentissage d'une nouvelle connaissance peut également nécessiter de franchir un obstacle, qu'il soit celui de « l'évidence » issue de la vie courante et des systèmes « explicatifs » ainsi présents dans l'esprit de l'apprenant, ou qu'il soit celui d'une difficulté conceptuelle liée au domaine lui-même (conception de la conservation de la matière, concept d'énergie, de température, de champ, etc.). À l'aspect épistémologique présenté ci-dessus, correspond donc un aspect psychologique inauguré par Jean Piaget.
Du point de vue didactique, ces obstacles, qualifiés parfois d'obstacles didactiques, peuvent alors être considérés comme des étapes-clés à franchir, et donc comme des objectifs de l'enseignement. C'est le concept d'objectif-obstacle introduit par Jean-Louis Martinand.
Guy Brousseau théorise également sur les concepts d'obstacles didactiques. Il en définit trois : obstacles ontogénétiques (liés aux caractéristiques affectives et cognitives de l'individu), obstacles didactiques (liés aux dispositifs et aux modèles d'enseignement), obstacles épistémologiques (liés aux contenus notionnels). Il ne faut pas confondre ces derniers avec les obstacles épistémologiques décrits par Bachelard.

### Questions socialement vives
Les questions socialement vives (en abréviation : QSV) sont des questions d'actualité faisant l'objet d'enseignement et donnant lieu à des débats au sein de la société, des médias et des écoles. La didactique des questions socialement vives peut être reliée au courant anglo-saxon des socio-scientific issues. L'enseignement de ces questions s'appuie sur des savoirs non stabilisés aux conséquences sociales et/ou éthiques importantes (OGM, nanotechnologies, politiques publiques...). Cet enseignement conduit à interroger les controverses et les risques pour favoriser une pensée critique et un engagement des apprenants. Il contribue souvent aux « éducations à... » avec des formes scolaires renouvelées (débat, dérangement épistémologique, usage des TICE...).
Sources bibliographiques :
- Legardez A., Simonneaux, L. (2006)., L'école à l'épreuve de l'actualité. Enseigner des questions vives. Paris, ESF.
- Simonneaux, L. & Legardez, A. (2011). Développement durable et autres questions d’actualité. Les Questions Socialement Vives dans l’enseignement et la formation. Educagri Editions.

## Classification de la didactique des disciplines
Deux classifications sont actuellement admises par la communauté des didacticiens :
- soit la didactique est classée comme une des sous disciplines des Sciences de l’Éducation
- soit la didactique est partie intégrante de la discipline mère. Dans ce cas, elle représente le volet relatif aux dimensions et aux spécificités éducatives liées à cette discipline (exemple de dimension éducative lié à une thématique ou à un concept : évolution historique et épistémologique, transposition didactique, conceptions, ingénierie d'enseignement, situations et stratégies d'enseignement, processus de résolutions, argumentation, débats sociocognitifs, etc., aspects et influences (socioculturelles, politiques, économiques.), etc.)